# Pays d'Aure
Pour les articles homonymes, voir Aure.
Le Pays d'Aure est un territoire situé dans les Pyrénées françaises en Gascogne, à l'Est des Hautes-Pyrénées. 

## Présentation

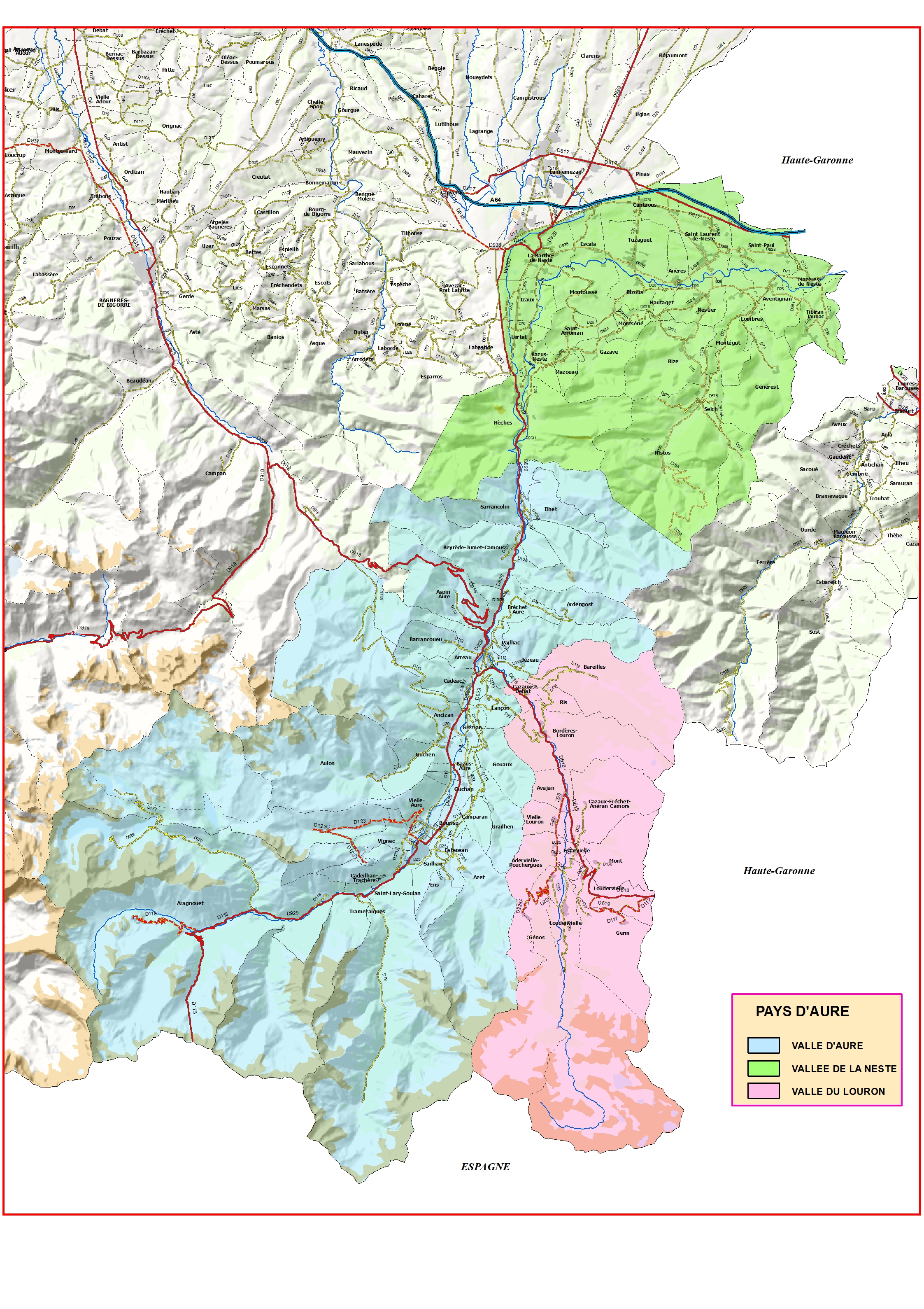
Pays d'Aure.

### Habitants
Le nom d'habitant est Aurois.

### Étymologie
Le nom d'Aure peut faire rêver en pensant au latin aurum (or). Mais ce nom vient en fait d'un vieil oronyme. Il devrait s'agir d'un nom de lieu balayé par le vent (ancien français aure, haure).

### Situation
Le pays d'Aure est constitué :
- de la vallée de la Neste (en aval de Sarrancolin)
- de la vallée d'Aure (en amont de Sarrancolin)
- de la vallée du Louron (confluente à Arreau).

Il partage ses frontières avec la Bigorre à l'ouest, l'Espagne (accessible par le tunnel Aragnouet-Bielsa) au sud, le Comminges à l'est et le Magnoac au nord.

### Villes principales
Il regroupe les villes de Saint-Laurent-de-Neste, La Barthe-de-Neste, Sarrancolin, Arreau, Cadéac, Bordères-Louron, Vielle-Aure, Saint-Lary-Soulan, Loudenvielle, Aragnouet.

## Histoire
Au Xe siècle, ce pays fit partie du comté d'Aure qui était constitué des quatre vallées d'Aure, de la Neste, de Barousse et du Magnoac.